# John Sanborn Phillips
Pour les articles homonymes, voir John Phillips, Sanborn et Phillips.
John Sanborn Phillips (1861-1949) est un éditeur américain.

## Biographie
Il effectue ses études au Knox College, à Galesburg dans l'Illinois, où il contribue au journal de l'établissement. C'est aussi dans cette université qu'il fait la connaissance de S. S. McClure, une figure importante du muckraking. C'est ensemble, en 1893, qu'ils fondent le célèbre McClure's Magazine, dont ils sont tous les deux coéditeurs.
En 1906, il quitte McClure et le journal, en compagnie de Ida Tarbell.
Ils fondent un nouveau journal : The American Magazine

## Famille
Son petit-fils est Samuel Huntington (fils de Richard Thomas Huntington et de Dorothy Sanborn Phillips).